# St. Marein (Gemeinde Brunn an der Wild)
St. Marein ist eine Ortschaft und eine Katastralgemeinde der Gemeinde Brunn an der Wild im Bezirk Horn in Niederösterreich.

## Geografie
St. Marein befindet sich im nördlichen Waldviertel mitten im Granit- und Gneisplateau.

### Nachbar Gemeinden
| Göpfritz an der Wild  | Irnfritz                                    | Brunn an der Wild |
| Allentsteig           | Kompassrose, die auf Nachbargemeinden zeigt | Horn              |
| Neupölla und Altpölla | Röhrenbach                                  | Altenburg         |

## Geschichte
Laut Adressbuch von Österreich waren im Jahr 1938 in der Ortsgemeinde St. Marein ein Bäcker, ein Binder, ein Fleischer, der Gastwirt Gamerith, zwei Gemischtwarenhändler, ein Schmied, ein Schneider, ein Schuster und das Stift Altenburg mit einem landwirtschaftlichen Betrieb ansässig. Zudem gab es ein Werk der Graphitwerke Horn AG.

## Siedlungsentwicklung
Zum Jahreswechsel 1979/1980 befanden sich in der Katastralgemeinde St. Marein insgesamt 38 Bauflächen mit 19.049 m² und 41 Gärten auf 47.139 m², 1989/1990 gab es 49 Bauflächen. 1999/2000 war die Zahl der Bauflächen auf 134 angewachsen und 2009/2010 bestanden 72 Gebäude auf 149 Bauflächen.

## Bodennutzung
Die Katastralgemeinde ist landwirtschaftlich geprägt. 145 Hektar wurden zum Jahreswechsel 1979/1980 landwirtschaftlich genutzt und 4 Hektar waren forstwirtschaftlich geführte Waldflächen. 1999/2000 wurde auf 146 Hektar Landwirtschaft betrieben und 6 Hektar waren als forstwirtschaftlich genutzte Flächen ausgewiesen. Ende 2018 waren 135 Hektar als landwirtschaftliche Flächen genutzt und Forstwirtschaft wurde auf 10 Hektar betrieben. Die durchschnittliche Bodenklimazahl von St. Marein beträgt 35,4 (Stand 2010).

## Kultur und Sehenswürdigkeiten
- Katholische Pfarrkirche St. Marein in Niederösterreich hl. Maria